# Apraxia
La apraxia es un trastorno neurológico caracterizado por la pérdida de la capacidad de llevar a cabo movimientos de propósito, aprendidos y familiares, a pesar de tener la capacidad física (tono muscular y coordinación) y el deseo de realizarlos. Es decir, existe una disociación entre la idea (el paciente sabe lo que quiere hacer) y la ejecución motora (carece del control de acción).
Los pacientes afectados por este trastorno tienen una marcada dificultad para realizar un movimiento cuando se les pide hacerlo fuera de contexto, pero pueden hacerlo fácilmente de manera espontánea en una situación natural (John P.J.Pinel 2007).
Se diferencia de las dispraxias en que éstas son debidas a un error en la construcción interna de las secuencias de movimiento para llegar a un acto específico e intencional, y no a la pérdida de una acción previamente aprendida como sería el caso de las apraxias.

## Etiología
La apraxia ideomotora es casi siempre causada por lesiones del hemisferio cerebral dominante (usualmente el izquierdo) del habla, además de que son pacientes que frecuentemente cursan concomitantemente con afasia, especialmente el área de Broca. Puede ser también causada por una lesión del cuerpo calloso. 

## Clasificación
Hay varios tipos de apraxia, dependiendo de su relación con la acción o movimiento a realizar, se clasifican en:
- Apraxia ideacional, la cual se manifiesta como una pérdida en la capacidad para formular mentalmente y expresar verbalmente la secuencia de los distintos procesos relacionados con la acción. De manera que, al pedírsele a la persona (Semiología) que presenta este tipo de apraxia, que comunique en voz alta la secuencia de movimientos para, por ejemplo, el llevar la cuchara a la boca, este sujeto no logra realizar la tarea exitosamente.
- La apraxia construccional, en la que trastornos de la construcción en el espacio les impide escribir y reproducir correctamente los dibujos sencillos,
- Ideomotora, en la que el individuo planea con éxito actividades motoras sin poder exponer las expresiones que corresponden
- Bucolingual, bucofacial y/o bucolinguofacial, de importancia en las apraxias fonoauditivas, como el movimiento de la lengua, labios, etc.
- Otros: oral, laríngea, del discurso, articulatoria, etc.

## Diagnóstico
Es preferible la evaluación de estos trastornos de manera secuencial con el fin de percibir las variantes de intensidad individual en la persona. Se han ideado diversos métodos como la prueba de conexión de números y letras, a veces de manera alterna, el dibujar figuras conocidas, como estrellas o círculos consecutivos, la imitación de mímicas y gestos, el uso de objetos imaginarios (peinarse, cepillarse los dientes, cortar pan, etc.), movimientos bucales (soplar una vela imaginaria, toser, etc.), entre otros.

## Tratamiento
Generalmente, el tratamiento para los individuos con apraxia incluya neuropsicología, fonoaudiología, terapia ocupacional, fisioterapia (dentro de la fisioterapia neurológica, la apraxia sería uno de los casos en los que estaría indicada la aplicación del Concepto Bobath), e inmunoglobulina intravenosa (IVIG). Si la apraxia es un síntoma de otro desorden (usualmente neurológica), ello debe tratarse primero.